# Walnut Cove (Caroline du Nord)
Walnut Cove est une ville américaine située dans le comté de Stokes dans l'État de Caroline du Nord. En 2010, sa population était de 1 425 habitants.

## Démographie
| 1890 | 1900 | 1910 | 1920 | 1930  | 1940  |
| ---- | ---- | ---- | ---- | ----- | ----- |
| 320  | 336  | 480  | 651  | 1 081 | 1 084 |

| 1950  | 1960  | 1970  | 1980  | 1990  | 2000  |
| ----- | ----- | ----- | ----- | ----- | ----- |
| 1 132 | 1 288 | 1 213 | 1 147 | 1 088 | 1 465 |

| 2010  | - | - | - | - | - |
| ----- | - | - | - | - | - |
| 1 425 | - | - | - | - | - |

## Source de la traduction
- (en) Cet article est partiellement ou en totalité issu de l’article de Wikipédia en anglais intitulé « Walnut Cove, North Carolina » (voir la liste des auteurs).